# Батерст, Сеймур, 7-й граф Батерст
Сеймур Генри Батерст, 7-й граф Батерст (англ. Seymour Henry Bathurst, 7th Earl Bathurst; 21 июля 1864 — 21 сентября 1943) — британский дворянин, военный и владелец газеты. Он носил титул учтивости — лорд Эпсли с 1878 по 1892 год.

## Происхождение и образование
Родился 21 июля 1864 года. Старший сын Аллена Батерста, 6-го графа Батерста (1832—1892), и его первой жены Мериэл Лестер Уоррен (1839—1872). Он получил образование в Итонском колледже и в колледже Крайст-Черч в Оксфорде.
1 августа 1892 года после смерти своего отца Сеймур Батерст унаследовал титулы 7-го графа Батерса из Батерста (графство Бедфордшир), 7-го барона Батерста из Батерста (Сассекс) и 6-го лорда Эпсли (графство Сассекс).

## Карьера
Сеймур Батерст начал службу под руководством своего отца в 4-м батальоне (Королевское ополчение Северного Глостершира) Глостерширского полка . В марте 1898 года она был назначен командиром батальона в чине подполковника. 4-й Глостерский полк нес постоянную службу в 1900—1901 годах во время Второй англо-бурской войны, служа на острове Святой Елены, охраняя бурских пленников. В знак признания его заслуг Сеймур Батерст был награжден Орденом Святых Михаила и Георгия в июне 1902 года.
Граф Батерст уволился из 4-го Глостерского полка в марте 1908 года, незадолго до его расформирования. В сентябре 1908 года ему было присвоено почетное звание полковника 5-го Глостерского полка, батальона новых Территориальных сил, командиром которого был назначен его брат Бенджамин. Он также был президентом Территориальной ассоциации Глостершира и был награжден Территориальным орденом.
Он занимал должности советника графства Глостершир, мирового судьи и заместителя лейтенанта Глостершира.

## Брак и семья

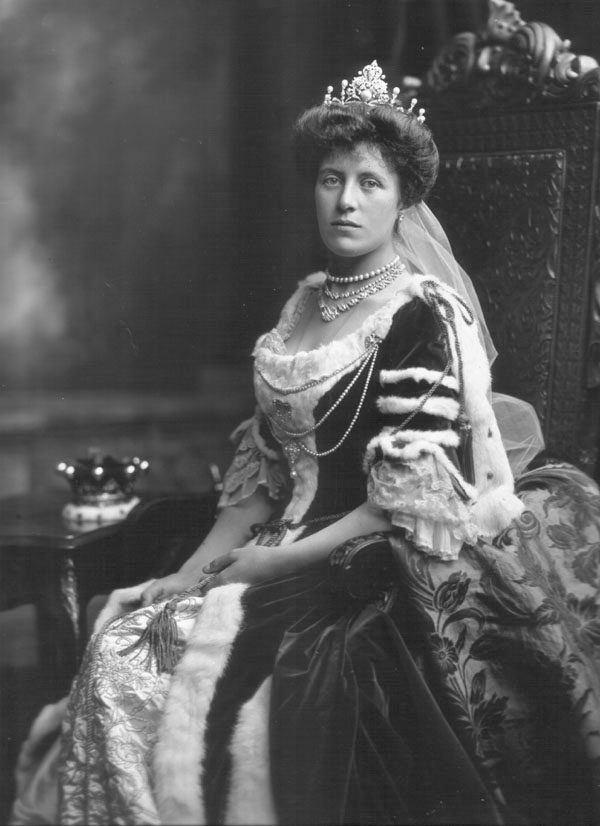
Графиня Батерст, фотография 1902 года.

15 ноября 1893 года лорд Батерст в соборе Святого Павла, Найтсбридж, Лондон, женился на достопочтенной Лилиас Маргарет Фрэнсис Бортвик (12 октября 1871 — 30 декабря 1965), единственной дочери Элджернона Бортвика, 1-го барона Гленеска (1830—1908), владельца газеты The Morning Post, и его жены Элис Беатрис Листер, дочери писателя Томаса Генри Листера. У супругов было четверо детей:
- Леди Мериэл Оливия Батерст (3 сентября 1894 — 18 января 1936). В 1916 году она вышла замуж за капитана, лорда Аластера Мунго Грэма (1886—1976), сына Дугласа Грэма, 5-го герцога Монтроза.
- Подполковник Аллен Батерст, лорд Эпсли (3 августа 1895 — убит на действительной службе 17 декабря 1942), с 1924 года был женат на Вайолет Эмили Милдред Микинг (1895—1966). Их старший сын Генри стал 8-м графом Батерстом.
- Достопочтенный Уильям Ральф Сеймур Батерст (21 сентября 1903 — 10 сентября 1970). В 1932 году он женился на Хелен Уинифред Хиткоут-Эмори, дочери подполковника Гарри Уильяма Людовика Хиткота Хиткот-Эмори, баронета Хиткоут-Эмори.
- Достопочтенный Ральф Генри Батерст (26 сентября 1904 — 5 декабря 1965), не женат.

## The Morning Post
Газету The Morning Post должен был унаследовать Оливер Бортвик, младший брат его жены. Однако Оливер скончался раньше своего отца, и жена Сеймура Батерста Лилиас стала единственной законной наследницей своего отца. Лорд Гленеск умер в ноябре 1908 года. Совладельцами The Morning Post стали Сеймур Батерст и его жена. Под их руководством в 1920 году газета опубликовала серию статей, основанных на так называемых «Протоколах сионских мудрецов». Они были собраны в том же году и опубликованы в Лондоне и Нью-Йорке в виде книги под названием «Причина мировых беспорядков». Батерсты продали газету консорциуму, организованному герцогом Нортумберлендом в 1924 году.